# Elementi pilastro
Per elemento pilastro si intende quel dente o parte di esso ancora sano che ha lo scopo di sostenere o ancorare la protesi.

## Elemento pilastro per protesi fissa
In protesiologia odontoiatrica si intende quella parte di dente sano dove viene fissata mediante cementazione la protesi, serve quindi da appoggio e sostegno di questa.
Quando il dente viene ridotto a moncone per la costruzione di corone si parla di: corona fusa, corona Veener, corona Mathè, corona telescopica, corona Richmond, perno moncone.
Per i denti quasi integri, per corona 3/4 e intarsi distinguiamo i seguenti tipi:
- corona Richmond che emerge dal dente che ha perso la corona. La ritenzione si ottiene con un perno fuso dall'odontotecnico e cementato nel canale radicolare.
- perno moncone che emerge dal dente che ha perso la corona, ma standardizzato dal commercio e adattato dall'odontoiatra.
- corona 3/4 o gli intarsi sono le parti rimanenti dei denti sani per diventare pilastri.

### Tecnica di preparazione
La corona del dente da preparare a moncone (a forma di tronco di cono) deve presentare i seguenti requisiti:
- Preparazione a buccia di banana, consiste nel togliere uno strato uniforme in tutta la corona in modo da conservare  abbozzate le forme anatomiche. Questo metodo permette una migliore distribuzione delle forze masticatorie agenti sul dente interessato (maggior resistenza) e facilita la corretta modellazione in cera.
- Pareti lisce, nel moncone non devono essere presenti ne protuberanze ne sotto squadri.
- Colletto sotto gengiva, quando abbiamo costruito il modello in gesso dobbiamo scalzare al colletto di circa 1 mm allo scopo di far penetrare sotto gengiva la corona. Possiamo evitare questa operazione che può risultare "imprecisa" utilizzando il retrattore gengivale, rilevando quindi direttamente l'impronta sotto gengiva.
- Parallelismo: esiste il parallelismo relativo e quello assoluto, il primo riguarda le singole facce di un moncone che devono seguire un'unica direzione in modo da permettere l'inserzione e la disinserzione perfettamente verticale della corona; il secondo riguarda tutti i monconi presenti in un'arcata, questi devono seguire la volta dell'arcata stessa come punto di riferimento abbiamo la cresta alveolare. Se per qualsiasi ragione dovesse mancare uno dei due parallelismi, dovremmo avvalerci di una corona telescopica o di cappette di parallelismo.

## Elemento pilastro per protesi parziale mobile
È quel dente ancora integro e sano che serve da ancoraggio ai ganci nelle protesi parziali mobili.